# Новомосковська міська централізована бібліотечна система

Самарська міська централізована бібліотечна система - мережа бібліотек міста Новомосковська, Дніпропетровської області. Перша бібілотека - центральна міська бібліотека створена у листопаді 1943 року. Зараз до складу міської ЦБС входять: центральна міська бібліотека, центральна дитяча бібліотека та чотири бібліотеки-філії.

## Історія центральної міської бібліотеки
Рішенням міської ради в 1943 році було прийнято постанову про відкриття міської бібліотеки, яка  була створена в листопаді того ж року. Після звільнення Новомосковська від фашистських загарбників з Москви із державного фонду надійшло декілька посилок з книгами і журналами, які й стали першим надбанням бібліотечного фонду. На той час книгозбірні було надано приміщення по вул. Виконкомівській, 14 (нині вул. Микити Головка).  

Згодом, у бібліотеці відкрили дитячий відділ, а в 1946 році – дитячу бібліотеку,  яка з 1946 по 1952 роки знаходилась у приміщенні двокімнатної квартири по вул. Радянській (Гетьманській), 31.

Того ж, 1952 року центральна бібліотека також одержала інше приміщення на розі вулиць Радянської (Гетьманської) і Шевченка.

У 1966 році центральна бібліотека знову змінила адресу на площу Леніна (Героїв),1, де знаходилася до 1985 року. В цей же час було організовано юнацький відділ.

У 1978 році рішенням міськвиконкому від 18.08.1978р. за № 14/551 у місті створено централізовану міську бібліотечну систему. До її складу увійшли: центральна бібліотека, центральна дитяча бібліотека і чотири бібліотеки – філії, що діють і досі.

У 1980 році в центральній міській бібліотеці створено відділ літератури з мистецтва.

У 1985 році з площі Леніна центральна бібліотека переїхала у нове приміщення по вул. Радянській (Гетьманській), 37. 

У 1989 році юнацький відділ та відділ літератури з мистецтва центральної міської бібліотеки відокремлено у нове приміщення по вул. Радянській (Гетьманській), 41-А, де вони перебувають і зараз. З цього ж року по 2004 тут проводилися обласні школи професійної майстерності.

Працівники центральної бібліотечної системи досить активно вишукують та використовують альтернативні джерела фінансування. З 1997 року в бібліотеках системи впроваджено ряд платних послуг, кошти від яких активно залучаються для організації діяльності закладу, придбання літератури та укріплення матеріальної бази. Слід відзначити, що бібліотекарі підходять до цієї справи з урахуванням соціального, матеріального стану та віку читачів.

У травні 2006 року Новомосковська центральна бібліотека приймає виїзний обласний семінар директорів та методистів бібліотек ЦБС Дніпропетровської області.

У 2007 році читальний зал центральної бібліотеки підключено до мережі Інтернет. Цього ж року на обласному конкурсі на кращу організацію краєзнавчої роботи «Дніпропетровщина моя – перлина України» ЦБС зайняла призове місце за фільм «Новомосковськ – історії перлина» та отримала в нагороду музичний центр.

У 2009 році в бібліотеці створено літературне об’єднання «Самарь» за участю голови обласної Національної спілки письменників України Лесі Степовички. 

У січні 2010 року в читальному залі центральної міської бібліотеки створено клуб «Поетичні перлини Присамар’я». Того ж 2010 року центральна бібліотека почитає співпрацю з волонтерами Корпусу Миру і створює англійський розмовний клуб «Open borders» на базі юнацького відділу. Заняття проводять волонтери-носії оригінальної мови Джоан Луонго, потім її змінив Річард Коттл та Томас Лунд.

У 2011 році на базі абонементу центральної міської бібліотеки створено жіночий клуб за інтересами «Роксолана». 

У січні 2012 року в юнацькому відділі центральної бібліотеки створено юридичну агенцію «Феміда». У лютому 2012 року бібліотечна система офіційно оголошена переможницею конкурсу «Організація нових бібліотечних послуг з використанням вільного доступу Інтернету» програми «Бібліоміст». За цією програмою центральна міська бібліотека, юнацький відділ центральної міської бібліотеки, центральна дитяча бібліотека та бібліотека-філія № 2 отримали 12 сучасних комп’ютерів, оснащених вебкамерами, навушниками з мікрофонами, ліцензованим програмним забезпеченням та 4 комплекти офісної техніки. Цього ж року у вересні в бібліотеці відбулося відкриття центрів вільного доступу до мережі Інтернет. Цього ж року було створено офіційну сторінку бібліотеки на Facebook.

У 2013 році за дорученням Голови Дніпропетровської обласної державної адміністрації Д.В. Колєснікова «Про створення центрів слов’янської писемності і культури» та з нагоди 1150-річного ювілею створення слов'янської писемності й культури у міській центральній бібліотеці 24 травня відбулося відкриття Центру. У тому ж 2013 році бібліотекою було створено власний блог, який активно функціонує й зараз, інформуючи про заходи та загалом життя бібліотеки в мережі Інтернет. Цього ж року на абонементі центральної бібліотеки відкрилася ігрова зона «Дитячий ігроленд».

На початку 2014 року в читальному залі центральної бібліотеки створено зону WI-FI. У 2014 році Новомосковська МЦБС взяла участь в обласному Шевченківському літературному фестивалі «От де, люде, наша слава, слава України!», присвяченому 200-річчю з дня народження Тараса Григоровича Шевченка. За підведеними підсумками фестивалю колектив МЦБС отримав диплом за активну роботу в популяризації творчості Т.Г.Шевченка, впровадження інноваційних форм інформаційно-просвітницької роботи серед громади міста Новомосковськ. 

У 2015 році на абонементі центральної міської бібліотеки почав роботу ретро-салон «Nostalgie», а також створено психологічну студію «Довіра»

У 2016 році в читальному залі центральної міської бібліотеки розпочинає роботу клуб прихильників історії «Відлуння», а в юнацькому відділі стартують засідання новоствореного поетичного клубу «Самарські менестрелі». Протягом  2016 року в читальному залі центральної бібліотеки працює виїзна правова приймальня Управління юстиції з надання безкоштовної правової допомоги громадянам. 

У 2017 році силами бібліотекарів зроблено ремонт в приміщенні юнацького відділу, зокрема створені креативні арт-інсталяції та фотозони. Цього ж року 27 квітня до центральної міської бібліотеки завітали учасники обласної квітневої школи для методистів ЦБС. Наприкінці року в юнацькому відділі створено молодіжний клуб «Діапазон». Протягом року згідно міжнародної програми підтримки культурних, освітніх ініціатив та залучення до активності жителів міста проходять заняття школи блогерів. 7 вересня 2017 року в центральній міській бібліотеці пройшла презентація книги Братів Капранових «Майдан. Таємні файли» за участі авторів.

У 2018 році працівники юнацького відділу доєдналися до активного бібліотечного життя в соціальних мережах та створили канал на Youtube, а також власний книжковий блог в Instagram. Цього ж року на базі юнацького відділу почав активну дію клуб розмовної англійської мови «Орen borders» з новими англомовними викладачами-волонтерами. На абонементі центральної міської бібліотеки стартує програмно-цільовий проект «Школа щасливої родини». Вся міська централізована бібліотечна система бере участь в обласній регіональній кампанії «Павло Загребельний – письменник, якого читають». У вересні під час святкувань Дня міста бібліотека брала участь у міському арт-пікніку та влаштувала дводенний марафон кінопоказів просто неба, під час якого демонструвалися українські фільми. Окрім цього починає виходити бібліотечний вісник Новомосковської МЦБС – журнал «Bookвоїд», який є електронним виданням і знаходиться у вільному доступі в мережі Інтернет.  

На початку 2019 року Новомосковська міська централізована бібліотечна система створила окремий блог в Instagram, щоб інформувати своїх читачів про події в усіх відділах і філіях за допомогою ще однієї популярної соціальної мережі. З січня бібліотечна система бере участь в обласній регіональній кампанії «Віктор Веретенников: погляд на життя». 

## Бібліотека сьогодні
Обсяг  бібліотечного фонду  Новомосковської МЦБС  на 01.01.2019 року становить 157 тисяч  екземплярів документів. Вагомим доповненням до фонду є періодичні видання, які щорічно отримують бібліотеки системи. Новомосковська міська центральна бібліотечна система передплачує 70 найменувань газет та журналів.

Діяльність Новомосковської міської бібліотечної системи у нашому місті відповідає статусу Новомосковська й полягає в розвитку культури особистості, розвитку талантів та здібностей, виховання патріотів рідного краю. Вся робота бібліотеки спрямована на залучення громадян до читання й книги загалом. Це сучасна інформаційна, культурно–освітня установа, центр бібліотечно–бібліографічного обслуговування та дозвілля всіх категорій населення міста. Також центральна міська бібліотека працює за цільовими програмами «Українське державотворення: від витоків до сьогодення» (програма з історії України та рідного краю), «Молодь. Суспільство. Майбутнє» (програма патріотичного виховання юнаків та дівчат).

Зокрема, Новомосковська міська централізована бібліотечна система:
- комплектує необхідні для навчання та пізнання художні та галузеві видання, періодичні видання України;
- надає інформацію щодо життєдіяльності міста, індивідуальну та групову інформацію, консультаційну допомогу з пошуку та вибору джерел інформації;
- організовує тематичні вечори, мистецькі та музичні вітальні, зустрічі з цікавими людьми, години народознавства, кіногодини, слайд-шоу, віртуальні подорожі, бібліотечні журфікси, фотовітальні, свята, різноманітні виставки, перегляди літератури та інші заходи;
- впроваджує кращий досвід вітчизняних та зарубіжних бібліотек;
- створює умови комфортності, зручності, взаємоповаги;
- складає і видає буклети, пам’ятки, бібліографічні покажчики та іншу друковану продукцію;
- надає методичну, практичну, консультаційну допомогу бібліотечним фахівцям з питань організації роботи.

## Краєзнавча робота бібліотеки
Найголовнішим завданням працівники бібліотеки вважають дослідницьку, пошукову, історико-краєзнавчу роботу. З метою пізнання рідного краю проводять для учнів і студентів історичні години, круглі столи, краєзнавчі вечори, вечорниці, дискусії та ін. На заходи запрошуються науковці, історики та краєзнавці. Вже кілька років бере участь у циклі історичних заходів з історії Українського козацтва та війська запорозького доктор історичних наук Іван Сергійович Стороженко. Його книги «Богдан Хмельницький і воєнне мистецтво визвольній війні українського народу середини XVII ст.» та «Богдан Хмельницький і Запорозька Січ кінця XVI середини XVII століть» одержали диплом у міжвузівському конкурсі на кращі наукові та навчально-методичні видання, отримали нагороду ім. Ярослава Мудрого академії наук вищої школи України (2001 р.) і полюбились нашим читачам.

У 2018 році працівники бібліотеки провели краєзнавчу вікторину напередодні Дня міста Новомосковська, в якому перемогли двоє містян, що захоплюються дослідженням рідного краю. Згодом подібні вікторини проводилися серед школярів та студентів міста під час бібліотечних заходів. 

## Робота з громадою
9 квітня 2017 року в читальному залі центральної міської бібліотеки відбувся Еко – Форум, в якому взяли участь громадські організації Новомосковська.

20 липня 2017 року в приміщенні центральної міської бібліотеки відбувся круглий стіл «Відкритість діяльності громадських організацій, взаємодія з владою   м. Новомосковськ», організований ГО «Від мрії до дії» в партнерстві з іншими громадськими організаціями міста.

16 вересня 2017 року у читальному залі центральної міської бібліотеки згідно з проектом МОМ «Сприяння відбудові та сталому розв’язанню проблем ВПО та постраждалому від конфлікту населення в Україні» почала працювати школа блогерів.

24 вересня 2017 року в читальному залі відбувся конкурс науково – дослідницьких праць з історії та краєзнавства ім. А.Б. Джусова.

11 листопада 2017 року в центральній міській бібліотеці відбувся міні – форум «5 міст – 5 успішних проектів». Він проводився в рамках проекту «Міське планування із залучення громадськості м. Новомосковськ» за програмою ініціатив інфраструктурної програми для України Німецького уряду, спільно з аналітичним Центром CEDOS у рамках проекту «Посилення громадянської участі в українських містах».

26 грудня 2017 року в центральній міській бібліотеці з метою створення Ради голів ОСББ при міськвиконкомі відбулася зустріч голів ОСББ та ЖБК із заступником міського голови з питань економіки, розвитку ринкових реформ та підприємництва К. М. Морозовим.

21 вересня 2018 року в читальному залі центральної міської бібліотеки відбулося підбивання підсумків конкурсу науково-дослідницьких робіт з історії та краєзнавства Новомосковського району імені відомого історика і краєзнавця, автора книги «Історія Новомосковська», почесного громадянина Новомосковська Анатолія Джусова.

16 грудня 2018 року в конференц-залі центральної міської бібліотеки на нараду збиралися голови ОСББ та ЖБК.
24 січня 2019 року в конференц-залі центральної міської бібліотеки відбувся Міні-Форум "ЕКО-школа. Від сортування відходів до озеленення", організований волонтерами ГО "Національний корпус".

## Послуги бібліотеки
Новомосковська центральна міська бібліотека надає такі послуги:
- видача літератури додому терміном до 30 днів;
- видача літератури на «нічний абонемент»;
- надання довідок, в тому числі й віртуальних;
- тематичний підбір інформації;
- індивідуальне та групове інформування;
- складання інформаційних буклетів, рекомендаційних та бібліографічних списків;
- користування друкованими та електронними виданнями з фонду бібліотеки;
- користування читальним залом;
- користування систематичним каталогом та систематичною  картотекою  статей;
- надання  консультацій та бесіди по роботі з довідковою літературою, каталогами та картотеками;
- надання доступу до офіційної урядової інформації;
- надання консультації та допомоги у  пошуку офіційної інформації у віртуальному середовищі з електронного урядування, здійснюється пошук офіційних документів за потребами;
- безкоштовний доступ до мережі Інтернет та безкоштовний Wi-Fi;
- пошук потрібної інформації в мережі Інтернет на замовлення;
- замовлення літератури по міжбібліотечному абонементу (МБА) Дніпропетровської обласної бібліотеки;
- перегляд електронних підручників та вибіркове друкування сторінок на принтері;
- ксерокопіювання;
- відправлення або приймання повідомлень електронною поштою;
- запис інформації на власний диск, флеш-карту;
- книжкові виставки;
- проведення масових заходів, майстер-класів, літературних вечорів, тренінгів, конференцій, зустрічей з поетами та письменниками;
- організована робота клубів за інтересами;
- кінопокази;
- курси з комп’ютерної грамотності;

## Участь в проектах, програмах та конкурсах
2007 рік - на обласному конкурсі на кращу організацію краєзнавчої роботи «Дніпропетровщина моя – перлина України» ЦБС зайняла призове місце за фільм «Новомосковськ – історії перлина».

2012 рік – переможець конкурсу «Організація нових бібліотечних послуг з використанням вільного доступу Інтернету» програми «Бібліоміст».

2014 рік – участь в обласному Шевченківському літературному фестивалі «От де, люде, наша слава, слава України!», присвяченому 200-річчю з дня народження Т.Г.Шевченка. 

2016 рік – участь структурних підрозділів ЦБС у регіональній кампанії «Дмитро Яворницький – ім’я, овіяне легендами», подяка за створення змістовної та якісної відео презентації книги «Іван Шаповал. В пошуках скарбів». В цьому ж році Новомосковська МЦБС взяла участь в обласному конкурсі на кращий електронний продукт з краєзнавства «О, рідна земле, люба моя нене!» та перемогла в номінації «Краєзнавча знахідка» - за створення відеороликів «Дослідник вольностей запорозьких козаків», «В пошуках скарбів», «Краю мій, навіки милий».

2017 рік - участь в проекті Міжнародної організації з міграції (МОМ) – «Сприяння відбудові та сталому розв’язанню проблем ВПО та постраждалого від конфлікту населення України».

11 квітня 2017 року – еко-форум на базі центральної міської бібліотеки, в якому взяли участь громадські організації Новомосковська.

11 листопада 2017 року - міні – форум «5 міст – 5 успішних проектів в рамках проекту «Міське планування із залучення громадськості м. Новомосковськ» за програмою ініціатив інфраструктурної програми для України Німецького уряду, спільно з аналітичним Центром CEDOS у рамках проекту «Посилення громадянської участі в українських містах». 

24 січня 2019 року - еко-форум "ЕКО-школа. Від сортування відходів до озеленення". 
Читачі бібліотеки кожного року активно беруть участь у Всеукраїнському конкурсі на визначення найкращого читача року «Книгоманія».

## Будівля центральної бібліотеки
У 2008 році за ініціативою міського голови Літвіщенка В.І. побудована будівля нової центральної бібліотеки – результат інвестиційного проекту. З 19 грудня 2008 року центральна міська бібліотека обслуговує користувачів у новому, просторому приміщенні за адресою вул. Паланочна, 17-Б. 

Сучасне двоповерхове приміщення бібліотеки знаходиться в центрі міста, а його загальна площа становить 830 м2. Проект оновленої бібліотеки належить архітектору «Укрінвестпроекту» Віктору Андрійовичу Білику, який запропонував для нової споруди мінімалістичний стиль. Її каркас створюють залізобетонні монолітні колони, фасад облицьовано пінопластом. Вхід підкреслюють вітражі зі склопакетів. З появою нового приміщення з’явилися і нові можливості для розширення та забезпечення належного зберігання фондів і, найголовніше, нові можливості для обслуговування читачів. 

На першому поверсі бібліотеки знаходиться абонемент, на книжкових стелажах якого розміщено більше ніж 38 тисяч документів. Крім нього на першому поверсі розмістився Центру вільного доступу до мережі Інтернет з чотирма комп’ютерами, що мають підключення до мережі Інтернет.

На другому поверсі знаходяться читальний зал на 30 місць і конференц-зал, де проходять літературні вечори, зустрічі та інші масові заходи. До послуг користувачів читальної зали 17 тисяч документів, 29 найменувань періодичних видань та більше ніж 200 електронних підручників. Також читачі можуть скористатися послугами Інтернету, адже читальний зал має вільну зону доступу WI-FI. Відведено й місце для інформаційно-бібліографічного обслуговування користувачів, де зібрано головний довідково-бібліографічний апарат бібліотеки: каталоги, картотеки, бібліографія, що дають повне уявлення про фонд бібліотеки i дозволяють користувачам з допомогою бібліографа підібрати потрібну інформацію. Окрім цього читачі мають змогу користуватися головними каталогами: алфавітним, систематичним та картотекою статей. 

Конференц-зал обладнано аудіо, відеотехнікою, сучасними меблями та інтерактивною дошкою, яку бібліотека виграла в рамках проекту Міжнародної організації з міграції (МОМ) – «Сприяння відбудові та сталому розв’язанню проблем ВПО та постраждалого від конфлікту населення України». Все це дозволяє проводити конференції, тренінги та майстер-класи із залученням сучасного обладнання.

Окрім вищезазначених приміщень на другому поверсі знаходиться кабінет директора, відділ комплектування і обробки літератури та методико - бібліографічний відділ. 

## Структура Новомосковської центральної бібліотеки та відділи обслуговування
Центральна міська бібліотека:

Абонемент, читальний зал та Центр вільного доступу до мережі Інтернет: вул. Палоночна, 17-Б

час роботи: 10.00-18.00,

вихідний – п’ятниця.

Юнацький відділ ЦМБ: вул. Гетьманська, 41-А,

час роботи: 10.00-18.00,

вихідний - п’ятниця.

### Абонемент ЦМБ
Обслуговує молодь та дорослих. Бібліотечний фонд відділу універсальний за змістом, налічує близько 38 тисяч документів. Відкритий доступ до фонду дає можливість читачам самостійно підбирати літературу. Основними послугами, які надають працівники абонементу, є видача літератури додому терміном до 30 днів, користування літературою підвищеного попиту – до 10 днів, проведення масових заходів, оформлення книжкових виставок.

На абонементі успішно діють наступні клуби:

Жіночий клуб «Роксолана» - об’єднує жінок різного віку та професій. Основне завдання клубу – можливість спілкування жінок за межами професійної діяльності та сім’ї, обмін досвідом з різних питань, обговорення цікавої інформації. Зазвичай засідання клубу відбуваються раз на місяць у формі бесід, годин цікавих повідомлень, літературних вечорів, майстер-класів чи навіть виїздів на природу і різноманітних жіночих посиденьок. 
Психологічна студія «Довіра» - на засіданнях студії проводять заходи за участю психолога, на яких обговорюються теми конфліктних ситуацій в сімейних, громадських, професійних середовищах та методи їх вирішення; розв’язання проблем взаємовідносин «чоловік-жінка», «батьки-діти», «колектив-особистість».
Ретро-салон «Nostalgie» - клуб для тих, хто цікавиться історією видовищних мистецтв: кіно, театру, естради та цирку. Заходи зазвичай присвячені видатним особистостям – ювілярам, зіркам минулого сторіччя, ювілеям кінострічок або екранізацій, іншим визначним датам світового мистецтва та літератури. 
Ігрова зона «Дитячий ігроленд» - ігрова зона з різноманітними іграшками, куточок для розваг, який став бонусом не тільки для дітей, а й подарунком для читачів – батьків. Поки дорослі обирають книги для домашнього читання, вони можуть не хвилюватися за своїх дітей, адже малеча завжди знайде собі ігри до вподоби в ігроленді, де буде перебувати під пильним наглядом керуючого дитячою зоною бібліотекаря.
«Школа щасливої родини» - психологічний проект бібліотеки для молодих сімей та відповідальних батьків. Під час зустрічей психолог допомагає батькам у розв’язанні проблем спілкування та виховання дітей за допомогою тренінгів та коротких лекцій у форматі бесід та "питання-відповідь". 
Бібліо - кінозал «Кіно завжди з тобою» - кінопокази культових та маловідомих фільмів як на замовлення відвідувачів, так і за робочою програмою бібліотеки;
Програма «Бібліомаркет сучасної української книги» - програма, яка включає в себе різноманітні заходи з популяризації сучасної української літератури на сучасних авторів;

### Читальний зал ЦМБ
Обслуговує молодь та дорослих, для яких доступні 29 найменувань періодичних видань та 17 тисяч документів, зокрема це: підручники, довідники, науково-популярні видання з суспільних та гуманітарних наук (історії, соціології, економіки, політики, права, філософії, релігії, психології); природничих наук (фізико-математичних, хімічних, географічних, біологічних); загально-довідкова та популярна література з охорони здоров’я та медицини; зібрання законодавчих документів уряду, нормативно - правових документів Міністерств і відомств України. Читальний зал надає наступні послуги:  видача літератури на «нічний абонемент», пошук потрібної інформації в мережі Інтернет на замовлення, перегляд електронних підручників та вибіркове друкування сторінок на принтері, запис інформації на власний диск, флеш-карту, відправлення або приймання повідомлень електронною поштою, проведення масових заходів. Також є можливість замовлення літератури по міжбібліотечному абонементу (МБА) з фонду Дніпропетровської обласної бібліотеки.

На базі читального залу активну роботу ведуть наступні клуби:

Щомісяця проводиться інтелектуальне казино «Нумо, ерудити!» - інтелектуальна гра «Що? Де? Коли?», яка збирає ерудитів міста всіх вікових категорій. Взяти участь може кожен бажаючий, створивши власну команду. Наразі в інтелектуальному казино кожного місяці з січня по грудень (з канікулами під час літніх місяців) грають школярі, студенти, представники громадських організацій та звичайні містяни, а бібліотека має власну команду. 
Клуб прихильників історії «Відлуння» - основне завдання клубу – прививати інтерес і любов молоді до історії України та рідного краю, виховувати патріотичні почуття молоді. Клуб успішно об’єднує містян, які цікавляться історією, адже саме на засіданнях клубу проходять жваві обговорення різних історичних подій та постатей, різноманітні дискусії на історичні теми та навіть реконструкції історичних подій.
«Поетичні перлини Присамар’я» - клуб створено для тих, хто хоче корисно та змістовно проводити години дозвілля, поспілкуватися з цікавими людьми. Як досвідчені, так і тільки починаючі поети-аматори збираються в стінах бібліотеки на різноманітні поетичні зустрічі, щоб почитати власні вірші та обмінятися поетичним досвідом.
Постійні кінопокази «Кіно + он-лайн + бібліотека» - перегляди та обговорення фільмів світової класики та призерів міжнародних кінофестивалів;
Хобі-клуб «Недільна світлиця» - клуб для людей, не байдужих до творчості, які вміють наповнити своє дозвілля  змістовним провадженням часу.

### Юнацький відділ ЦМБ
Центр роботи з молоддю, зокрема з національно-патріотичного виховання. Значну увагу відділ приділяє становленню правової культури користувачів та профілактиці правопорушень, проводячи круглі столи, юридичні консультації, правові бейн-ринги, зустрічі з працівниками правоохоронних органів тощо. Також в юнацькому відділі активно розвиваються арт та speak-простір для вільного спілкування. Роль бібліотеки полягає в тому, аби стати посередником між молоддю і установами, які опікуються її проблемами. Бібліотечний фонд відділу універсальний за змістом, налічує 13 тисяч примірників документів та 10 найменувань газет та журналів. Послугами, що надає юнацький відділ, є видача літератури додому терміном до 30 днів, пошук потрібної інформації в мережі Інтернет, проведення масових заходів для юнацтва. 

В юнацькому відділі діють наступні клуби:

Юридична агенція «Феміда» - правовий клуб, створений задля популяризації правових знань серед молоді, виховання у молодих читачів поваги до закону, формування у них необхідності жити за правовими нормами. На зустрічі запрошуються представники правоохоронних органів, юстиції чи практикуючі адвокати, які наводять багато прикладів з власного професійного досвіду та допомагають молоді консультаціями з правових питань.
Молодіжний клуб «Діапазон» - створений як простір для вільного спілкування молоді на будь-які теми. В рамках клубу проходять зустрічі за інтересами, арт-пікніки, екскурсії та квартирники. Творча і активна молодь збирається в бібліотеці для ігор в настільні ігри, мафію, твістер, спільні перегляди фільмів та серіалів в невимушеній та творчій атмосфері. Відкрито арт-простір для вільних зустрічей  юних художників, майстрів рукоділля, фотографів. Постійно діє акція «Фотосесія в бібліотеці».
Розмовний клуб англійської мови «Open borders» - основна мета клубу полягає в безкоштовній допомозі тим, хто вивчає, або хоче вдосконалити свою англійську мову. Учасниками можуть бути люди різного віку і здібностей, а заняття проводять волонтери-носії мови зі Сполучених Штатів Америки.

### Центр вільного доступу до мережі Інтернет
Обладнаний чотирма комп’ютерами з вебкамерами та навушниками з мікрофонами. Це сучасна інформаційна установа, що сприяє професійному та особистісному розвитку громадян. Кожний користувач бібліотеки має можливість безкоштовно користуватися Інтернетом, адже одне з основних завдань центру – забезпечення оперативного доступу читачів до різносторонньої інформації. 

В максимально доступній формі користувачі центру отримують навички основ роботи на комп’ютері: робота з Windows-XP, робота в Microsoft Office, основи роботи в Інтернеті, створення Web-сторінок. Задля цього організовано курси комп’ютерної грамотності для пенсіонерів та людей з обмеженими фізичними можливостями. На заняттях відвідувачі курсів можуть освоїти текстові редактори, навички пошуку інформації через пошукові системи; навчитися користуватися електронною поштою та соціальними мережами. Окрім цього проводяться тренінги для працівників бібліотеки. 

Загалом в штаті Новомосковської центральної міської бібліотеки працює 14 бібліотекарів, редактор та художник. Штат централізованої бібліотечної системи складається з 30 працівників.

## Персоналії Новомосковської МЦБС
Славінер Тетяна Павлівна - завідувачка бібліотеки з 1943 по 1949 роки.

Желябовська Раїса Петрівна - завідувачка бібліотеки з 1949 по 1985 роки.

Ковнір Віра Миколаївна – директор МЦБС з 1985 по 2013 роки.

Драненко Ганна Іванівна – директор МЦБС з 2013 року.

Чорноморченко Ганна Михайлівна – завідувачка дитячої бібліотеки з 1946 по 1978 роки, також була завідувачкою центральної дитячої бібліотеки з 17 грудня 1979 (під час виїзду Ковнір В.М. за кордон з чоловіком-військовослужбовцем) по вересень 1980 року.

Каменська Неля Семенівна - завідувачка дитячої бібліотеки з червня 1985 по серпень 2004 року.

Ковнір Віра Миколаївна  – завідувачка дитячої бібліотеки у 1979 році (до грудня 1979 року); з жовтня 1980 року  по травень 1985 року.

Журавель Лідія Олександрівна – очолює центральну дитячу бібліотеку з вересня 2004 року.

Нагаєнко Кирило Артемович – завідувач міської бібліотеки № 2 (згодом стане бібліотеки-філії № 1) з 1947 по 1963 роки.

Куршпетова Валентина Олексіївна – завідувачка міської бібліотеки № 2 (згодом стане бібліотеки-філії № 1) з 1963 по 1974 роки.

Лісняк Віра Савелівна – завідувачка міської бібліотеки № 2 (згодом стане бібліотеки-філії № 1) № 1 з 1974 по 1977 роки.

Ванжа Валентина Василівна - завідувачка бібліотеки-філією № 1 з 1977 по 1978 роки.

Антоненко (Коряк) Тетяна Олексіївна - завідувачка бібліотеки-філією № з 1978 по 1988 роки.

Дудка Ганна Миколаївна - очолює бібліотекою-філією № 1 з 1988 року.

Маласай Тетяна Йосипівна – завідуюча філією на З/С «Станція «Новомосковськ» з 1974 по 1978 роки, завідувачка бібліотеки-філією № 2 з 1978 по 1981 роки.

Попова Тетяна Сергіївна - завідувачка бібліотеки-філією № 2 з квітня 1981 по серпень 1981 року.

Королюк Любов Федорівна - завідувачка бібліотеки-філією № 2 з вересня 1981 по 1987 роки.

Бітюцька Надія Олександрівна - завідувачка бібліотеки-філією № 2 з травня 1987 по грудень 1988 року.

Орищенко Ніна Павлівна - завідувачка бібліотеки-філією № 2 з грудня 1988 по березень 1997 роки.

Камінська Ірина Борисівна  – очолює бібліотеку-філію № 2 з 1997 року.

Ковнір Віра Миколаївна - завідувачка бібліотеки-філією № 3 з 1978 по 1979 роки.

Недзієльська (Плісковська) Ніна Іванівна - завідувачка бібліотеки-філією № з квітня по грудень 1979  року.

Кардаш Ольга Павлівна - завідувачка бібліотеки-філією № 3 з  грудня 1979 по липень 1983 роки.

Рощина Наталя Миколаївна - завідувачка бібліотеки-філією № 3 з липня 1983 по вересень 2009 року.

Буркевич Лариса Григорівна - завідувачка бібліотеки-філією № 3 з вересня 2009 по травня 2012 роки.

Позднякова Людмила Ананіївна - завідувачка бібліотеки-філією № 3 з червня 2012 по 2014 роки.

Біловоденко Ніна Євгеніївна - завідувачка бібліотеки-філією № 3 з  2014 по 2017 роки.

Пілюгіна Вікторія Іванівна – очолює бібліотеку-філію № 3 з 2018 року.

Ломакіна (Бондаренко) Ніна Василівна  - завідувачка бібліотеки – філією № 4 з 1973 по 1986 роки.

Позднякова Людмила Ананіївна – завідувачка бібліотеки – філією № 4 з 1986 по 1989 роки (з перервами на декретні відпустки).

Яременко Ірина Миколаївна – завідувачка бібліотеки – філією № 4  з жовтня 1987 по травень 1988 роки (під час декретної відпустки Позднякової Л.А.).

Костенко Алла Степанівна - завідувачка бібліотеки – філією № 4 з травня 1988 по травень 1989 року (під час декретної відпустки Позднякової Л.А.); з червня 1989 по 2005 роки.

Леншина Тетяна Макарівна - завідувачка бібліотеки – філією № 4 липня 2005 по листопад 2005 року. 

Лісняк Тетяна Євгенівна – очолює бібліотеку – філію № 4 з листопада 2005 року.

## Ветерани бібліотечної справи Новомосковської МЦБС
Ветерани бібліотечної справи Новомосковської МЦБС, які все своє життя присвятили бібліотечній справі: Желябовська Раїса Петрівна, Ковнір Віра Миколаївна, Бондаренко Ніна Василівна, Славінер Тетяна Павлівна, Почтовик Тетяна Григорівна, Каменська Неля Семенівна, Тонконог Галина Вікторівна, Чабаненко Людмила Петрівна, Лебідь Марія Миколаївна, Шаміна Марія Яківна, Ванжа Валентина Василівна, Сідлік Євгенія Георгіївна, Семергей Олександра Петрівна.

Вагомим джерелом поповнення фондів є подаровані приватні книжкові зібрання. Серед яких, колекція книг наших читачів: Дуднік Любові Савеліївни (лікар-педіатр), Білецького Дмитра Леонідовича, Шевченко Наталії Валеріївни, Харківських Тамари Кузьмівни (редактор газети «Вісник Присамар’я»), Григоренко Івана Трохимовича (Ветеран Великої Вітчизняної війни), Борисенка Євгенія Петровича (Президент клубу «Байпас»), Шаповалової Емми Олексіївни (товариство «Просвіта»), Колесникова Олександра Олександровича (головний лікар санаторію «Осокори»), Варламова Едуарда Юрійовича (Приватний підприємець), сімей Редькіних, Красовських, Волкових, Черняк та інших.

## Партнери
Новомосковська міська бібліотечна система постійно співпрацює з такими організаціями,  як:
- Освітні заклади міста;
- Міський центр соціальної служби сім’ї, дітей та молоді;
- Новомосковський комітет у справах сім’ї та молоді;
- Навчально-методичні курси Центру зайнятості;
- ТРК «Самарь»;
- Газета «Твій рідний край»;
- Портал «Полезная газета»;
- Міський Будинок культури ім. Олеся Гончара;
- Новомосковський міський будинок культури;
- Молодіжний центр;
- Міжнародна організація з міграції;
- Школа естетичного виховання ім. Миколи Бровченка;
- Центр позашкільної роботи;
- Територіальний центр соціального обслуговування (надання послуг) міста Новомосковська;
- Історико-краєзнавчий музей ім. Петра Калнишевського;
- Громадська організація «Новомосковська об'єднана рада ветеранів Афганістану воїнів-інтернаціоналістів»;
- Новомосковська міська організація ветеранів України Дніпропетровської області;
- Новомосковське відділення Української спілки в’язнів-жертв нацизму;
- Новомосковський об`єднаний міський військовий комісаріат;
- Громадська організація «Спортивний клуб «Атлет»;
- Шахово-шашковий клуб «Дебют»;
- Міське відділення Всеукраїнського товариства «Просвіта»;
- Громадська організація «Національний Корпус»;
- Громадська організація "ГПО "Прометей";
- Творче об’єднання поетів Новомосковщини «Вільна ліра»;
- Суспільна організація внутрішньо переміщених осіб «Шлях до майбутнього»;
- Новомосковська міжрайонна організація союз «Чорнобиль України».